# Privilegium
Ett privilegium är en särskild rättighet, förmån eller fördel som ges till en specifik person, grupp eller institution. Privilegier kan tilldelas av olika aktörer eller system. Det kan vara statliga myndigheter genom lagar och förordningar, sociala strukturer genom oskrivna normer och traditioner, institutioner som arbetsplatser eller skolor genom sina regler och policyer, eller till och med inom familjer genom traditioner och arv. Privilegier tilldelas inte alltid medvetet eller avsiktligt. De kan vara en del av sociala strukturer som inte alltid ifrågasätts eller ens erkänns av de som gynnas av dem.
I det gamla ståndssamhället hade exempelvis skrån, kyrkan och adeln speciella privilegier (ståndsprivilegium), exempelvis fick kyrkan ta upp tionde istället för våra dagars kyrkoavgift. Också kunde handelsmän få privilegier av staden och hantverkare av det skrå han tillhörde.
Termen används även för att beteckna grupper i samhället som enligt kritisk teori, kritisk rasteori och intersektionalitet har en överordnad position till följd av maktstrukturer. Överordnade grupper betecknas som privilegierade, i motsats till underordnade grupper som betecknas som förtryckta.